# Ангел Євген Петрович
Євге́н Петро́вич А́нгел (3 березня 1896, Власівка, Борзнянський повіт, Чернігівська губернія — наприкінці 1919)  — український військовий діяч, отаман повстанських військ Української Народної Республіки, що діяв в межах Чернігівської та Полтавської губерній.

## Біографія

### Ранні роки
Народився в селі Власівка Борзнянського повіту Чернігівської губернії. Першим відомим предком роду Ангелів був Микита Калениченко, який з'явився в Туркенівці Борзнянського повіту після російсько-турецької війни 1787—1791 років. Він доводився родичем по матері болгарину Степану Ангелу, в домі якого і проживав з дружиною. З часом прізвище Калениченко замінилося на Ангел, а з середини ХІХ століття в документах стала вживатися і російська форма прізвища — Ангелов. Ангели були кріпосними селянами, з кінця 1820-х років вони служили дворовими кріпосними в Качанівці, маєтку Тарновських, а після реформи 1861 року стали селянами-власниками. Його батько служив ключником і єгерем спочатку в поміщика Василя Тарновського-молодшого, а потім у нових власників садиби, цукрозаводчиків Харитоненків.
В сім'ї Петра Микитовича Ангела і Клавдії Іванівни Ангел (Бондар) було шестеро дітей: сини Аркадій, Євген і Олександр та дочки Олімпіада, Антоніна і Анна; Аркадій помер немовлям. Євген був третьою дитиною. В публікаціях писали про більш ніж дванадцятеро дітей, але то були діти інших Ангелів, зокрема діда Микити, який, овдовівши, одружився вдруге, в п'ятому поколінні рід був досить розгалуженим.
З семи років, а за іншими даними після закінчення початкового народного училища, навчався у Владикавказькому кадетському корпусі, проживаючи у рідної тітки, але навчання не закінчив. Продовжував освіту в Міністерському вищому початковому училищі у волосному містечку Ічні Борзнянського повіту. А також, у 1914 році проходив підготовку в школі прапорщиків.

### Перша світова війна і доба УНР
Під час Першої світової війни у 1915 році Євген добровільно пішов на фронт. Служив у Російській імператорській армії на Кавказькому фронті. У вересні 1916 року отримав чин прапорщика у 112-му запасному піхотному полку (Ставрополь) 15-ї запасної піхотної бригади. Був демобілізований з Кавказької армії на початку 1918 у чині поручика через її розформування і повернувся на Борзнянщину. Влітку 1918 року брав участь в організації загонів «Вільного козацтва» в Борзнянському повіті. Після початку повстання проти гетьмана Скоропадського 17 листопада 1918, яке очолив Симон Петлюра, Євген Ангел організував у Конотопі «Курінь смерті» імені Кошового Івана Сірка. Це військове формування ввійшло до складу армії Української Народної Республіки. Через червоні шлики на шапках загін Ангела називали «Червоним куренем смерті».
Євген Ангел виступав із радикальних позицій націонал-самостійництва, вважаючи, що ворогів України треба знищувати. За це представник лівих політичних течій Володимир Винниченко критикував його, звинувачуючи в русофобії та антисемітизмі. Погляди отамана на соціальну справедливість були деякою мірою подібними до більшовицьких, і ще його незалежний характер: Ангел не хотів і не вмів підкорятися наказам, якщо був з ними не згоден. Щодо отамана Ангела підполковник Армії УНР Василь Прохода в своїх мемуарах вживає вираз «червона анархія».
У Конотопі поповнювала свої ряди і Сірожупанна дивізія, яка перейшла на бік Директорії. Сірожупанники і загін отамана Ангела встановили владу Директорії в Конотопі, Бахмачі, Прилуках та Ніжині. У Ніжині отаман Ангел виділив десять тисяч карбованців на користь незаможних техніків Ніжинської технічної школи. Після взяття Ніжина загін Ангела знову прибув на станцію Конотоп, де готувалися до відправки на батьківщину донедавна союзні німецькі війська. Командування німецької армії ще 29 листопада 1918 року підписало договір з Директорією про нейтралітет. За договором, німецькі війська йшли з України з особистою зброєю, залишаючи склади боєприпасів. Євгену Ангелу це здалося недостатнім, він хотів роззброїти і пограбувати німецькі загони. Не погодивши свої плани з сірожупанниками, які охороняли ешелон, він наказав встановити на пероні кулемет і обстріляти німців, кілька німецьких солдатів було вбито. Сірожупанники були змушені відкрити вогонь у відповідь, жорстко відповіли й німці. Євгену Ангелу довелося відступити. Отаман чинив свавілля й раніше, на початку січня 1919 року він намагався роззброїти у Прилуках добровольчий загін з Путивля і Глухова, що складався з офіцерів, юнкерів і студентів, які перейшли на бік Директорії.
Ці події викликали обурення у Симона Петлюри. У той же час, голові Директорії Володимиру Винниченку доповіли про те, що отаман Ангел зупинив у Бахмачі пасажирський потяг, висадив із вагонів і пограбував торговців, переважно євреїв, та ще й влаштував масове шмагання шомполами. Неадекватні дії козаків отамана стосовно людей спровокували німці, кинувши гранату з потяга, що проходив перед цим. Керівництвом Директорії було прийнято рішення відсторонити Євгена Ангела від командування і заарештувати.
На початку січня 1919 Євген Ангел зустрічався з Симоном Петлюрою. Зустріч організував начальник контррозвідки Микола Чеботарьов, який згадував, що спільної мови вони так і не знайшли. Поки вирішувалося питання про відсторонення Ангела, «Курінь смерті» встиг побувати на півночі Чернігівської губернії, звідки наступала Червона армія. Але незабаром отаман самовільно залишив позиції і пішов у тил. Після цього отаман Північної групи військ Микола Омелюсік частково роззброїв загін Ангела, а отаман вийшов із армії УНР, з ним пішло близько 400 кінних козаків. В кінці січня 1919 року вже незалежний «Курінь смерті» прибув у Ічню. Гетьманська варта в Ічні була роззброєна без кровопролиття загонами «Вільного козацтва», з 27 листопада 1918 року волосний центр перебував під владою Директорії. Штаб «Куреня смерті» розмістився на вокзалі станції Ічня, там розстрілювали козаків-гетьманців і німецьких офіцерів.
Армія Української Народної Республіки не змогла стримати натиск Червоної армії і наприкінці січня 1919 року покинула Чернігівщину. На початку лютого 1919 року уряд Директорії залишив Київ, армія здала столицю без бою. Селяни Чернігівщини зустріли Червону армію з надією і навіть із радістю: вони пам'ятали 1918 рік, коли більшовики роздавали поміщицькі землі та дозволяли грабувати маєтки поміщиків. Загони «Вільного козацтва» переходили на бік червоних, та ставали «Червоним козацтвом», хоча в його рядах і намітився розкол. У отамана Ангела деякий час була подоба військового союзу з Червоною армією, він також виступав за владу Рад, правда без інородців, але незабаром ця співпраця припинилася. Червоні зразка 1919 року виявилися зовсім іншими. Проводилася так звана «продрозверстка», була заборонена торгівля продовольством, повітові та прифронтові ЧК, летючі каральні загони і ревтрибунали чинили беззаконня.
Вже через два місяці після приходу червоних на півночі Української Народної Республіки розпочалися козацькі заворушення. У Борзнянському повіті загони «Вільного козацтва» з Гужівки, Рожнівки, Крупичполя, Максимівки та інших козацьких громад 25 березня 1919 року визволили Ічню. Повстання було погано підготовленим, після звільнення Ічні значна частина козаків розійшлася по домівках, за що вони й поплатилися. Євгена тоді не було на Ічненщині, він вів перемовини у Трипіллі на Київщині про спільні дії з отаманом Зеленим та іншими отаманами. Він увійшов до складу ревкому повстанців, військовим комісаром якого став отаман Зелений.
Повернувшись на Ічнянщину на початку квітня, Євген Ангел із загоном, що налічував 400—450 козаків, продовжив повстання, звільняючи від влади більшовиків села у Борзнянському та Прилуцькому повітах. 12 квітня він визволив старовинне село Іваницю, колишнє сотенне містечко Прилуцького полку, оплот вільних козаків. Червоні війська вибили загін отамана з Іваниці, але через пару днів він знову увійшов до села. 15 квітня Ангел разом з отаманом Кирилом Шекерою захопили повітовий центр Борзну, роззброївши 20-й піхотний полк 3-ї російсько-більшовицької дивізії, і утримували містечко до 23 квітня 1919 року.
Біля села Ярошівки Прилуцького повіту загін Євгена вступив в п'ятигодинний бій з червоними військами, які намагалися його зупинити. Прилуцький повітовий виконком 23 квітня повідомляв, що отаман Ангел на підставі розпорядження Ради народних комісарів, яка знаходилась у Харкові, оголошений «поза законом».
У кінці квітня 1919 року поблизу села Загребля Лубенського повіту загін Ангела вступив у бій з підрозділами лубенської ЧК і лубенського та лохвицького військових комісаріатів. Ті захопили штаб загону і значну частину зброї, але Ангелу з основною частиною загону вдалося відірватися від переслідування. Після цього бою його загін розділився на кілька частин — частина козаків евакуювалися до родинних гнізд, а інші, розбившись на дрібні групи, передислокувалися в прилуцькі та ічнянські ліси. 3 травня 1919 року отаман з невеликим загоном (60 козаків), перейшов на правий берег Дніпра і влився до загону отамана Зеленого.

#### Спілка з отаманом Зеленим
На початку травня сили отамана Зеленого налічували 10 тисяч чоловік при 6 гарматах і 35 кулеметах. Він контролював район Трипілля–Переяслава на двох берегах Дніпра. В армії Зеленого отаман Ангел командував повстанським загоном чисельністю 5000 осіб. Несподіваними атаками повстанці розгромили більшовицькі гарнізони в Обухові, Ржищеві та Фастові. У травні 1919 року проти Зеленого було послано великі з'єднання Червоної армії (до 21 тисячі осіб) і Дніпровську військову флотилію. До 14–16 травня отамана вибили зі свого району, його армія пішла в підпілля, скоротившись до двох тисяч, та розпалася на дрібні загони. Наприкінці травня 1919 року більшовики оголосили про винагороду за отамана Зеленого та Ангела, живих чи мертвих, у сумі 50 тисяч рублів. На початку червня 1919 року обидва отамани розпустили козаків своїх загонів, відправивши їх на правий берег Дніпра через витачівський дерев'яний міст в районі Обухова, самі ж залишились з невеликими загонами найвідданіших козаків на Лівобережжі. Було поширено чутки, що Ангела і Зеленого зарубали козаки. У червні 1919 року в Україні після загибелі отамана Григор'єва впливових повстанських отаманів залишилося мало, повстанська армія розпалася на «сотні повністю незалежних отаманій — районів, у яких визнавалася влада тільки свого отамана, і більше нікого».

#### Лицарське козацтво Лівобережжя
Отаман Ангел організував й очолив «Лицарське козацтво Лівобережжя», контролював сільські райони від Конотопа до Ніжина. У розпорядженні отамана було 500—600 бійців, половина з яких — колишні червоноармійці, які приєдналися до Ангела після розгрому Чорноморської дивізії отамана Григор'єва. До складу загону входив і підрозділ галичан, який за власною ініціативою покинув у повному складі Українську Галицьку Армію.
У цей період Євген відновив контакти з урядом Директорії в Кам'янець-Подільському. Микола Чеботарьов писав, що до нього особисто приходив отаман Ангел і мешкав пару днів. Чеботарьов влаштовував йому зустрічі з Симоном Петлюрою та іншими державними діячами. В цей період, писав Чеботарьов, отаман Ангел усвідомив, хоча і з запізненням, необхідність об'єднання всіх сил під єдиним керівництвом для боротьби з більшовиками.
Отаман продовжував боротися з більшовиками до кінця серпня 1919. Найбільшим успіхом Євгена в цей період було визволення 27 червня 1919 міста Ічні. Сталося це о 2-й годині ночі. Після мітингу, на який зібралося кілька тисяч осіб, Ангел оголосив у громадах мобілізацію станових козаків і фронтовиків. Більшовики відреагували миттєво, вже до обіду 28 червня з Бахмача прибув каральний загін ЧК. Чекісти не змогли з ходу взяти Ічню і відступили з ешелоном після дводенного бою. У складі ешелону було кілька платформ з гарматами, отаман не став ризикувати містом, якому загрожував гарматний обстріл і спалення, і прийняв наступний бій східніше Ічні — біля Гужівки. На початку бою вдалося пустити під укіс платформи з гарматами, виславши з Ічні назустріч ешелону паровоз на всіх парах. Але потім до більшовиків підійшло підкріплення, штабу Євгена Ангела загрожувало оточення, і отаман відвів загін у Августівські ліси.

#### Нова війна за Лівобережжя
У липні 1919 року армія УНР Симона Петлюри об'єдналася з Українською Галицькою Армією під командуванням генерала Антіна Кравса і почала наступ на Київ. У секретній телеграмі Петлюри «Отаману повстанських військ на Чернігівщині» Ангелу пропонувалося зайняти основні залізничні станції: Бахмач, Крути, Гребінку і місто Чернігів, і далі висуватися на Київ з боку Дарниці. Наступ повинні були підтримати отамани Зелений і Дмитро Соколовський. Про цей план стало відомо більшовикам, і його не вдалося реалізувати.
Але війська УНР продовжили наступ на Київ, а з півдня наступала Добровольча армія генерала Антона Денікіна, яка рухалася на Москву. 16 серпня червоні почали евакуацію Києва. Повстанці отамана Ангела заблокували ділянку залізниці Київ–Ніжин, у червоних для евакуації тимчасово залишалася єдина вільна ділянка залізниці Київ–Коростень–Мозир, по якій і йшли всі ешелони.
До кінця серпня 1919 року більшовики залишили Чернігівщину під натиском Добровольчої армії. Місто Ічню зайняла кіннота 5-го кінного корпусу генерала Якова Юзефовича. Отаман Ангел переслідував червоноармійські загони, що поспіхом відступали, під Гмирянкою біля Ічні його загін напав на бригаду червоних козаків Віталія Примакова. У бою обидві сторони понесли великі втрати — близько сотні бійців.

#### Евакуація на Правобережжя
Після захоплення півночі УНР Добровольчою армією, Євген Ангел з невеликим загоном 5 вересня 1919 року знову перебазувався на Правобережну Україну, почавши збройну боротьбу вже проти денікінців. У Козятині підрозділи загону увійшли до складу формування, яке очолював Григорій Колосов — Головний отаман повстанських військ УНР. На цю посаду Колосов призначений Симоном Петлюрою, одночасно він був і Командувачем червоними повстанськими військами Лівобережної і південно-східної частини Правобережної України, які боролися з денікінцями. З призначенням Колосова Симон Петлюра помилився, отаман був засланим більшовицьким емісаром, призначеним ЦК КП(б)У, і вів подвійну гру, допомагаючи червоним. Отаман Ангел брав участь в нарадах повстанців і ввійшов до складу дорадчого органу при Головному отамані повстанських військ.
17 вересня отамани Ангел, Зелений і делегація від отамана Гаврашенка зустрічалися з Симоном Петлюрою, вони вимагали надання боєприпасів та наполягали на негайному наступі на денікінців.
Для координації своїх дій з іншими повстанськими загонами отаман Ангел таємно прибув до Києва, де перебував на конспіративній квартирі і був заарештований денікінською контррозвідкою. Через два тижні отамана відпустили, подробиці невідомі, але, напевно, не дарма підполковник армії УНР Михайло Середа характеризував Ангела як талановитого конспіратора.
Звільнившись з-під арешту, отаман Ангел повернувся в загін, в жовтні 1919 року брав участь у З'їзді повстанських отаманів поблизу Германівки (нині Обухівський район Київської області), де, зокрема, було підтримано політику Директорії УНР.

#### Переговори з отаманом Несміяновим і арешт
В жовтні 1919 р. отаман Ангел вів перемовини на предмет спільних дій проти денікінців з Несміяновим, командиром напіванархістського повстанського загону з колишніх червоноармійців, чисельність якого становила близько 1500 бійців. Під час другої зустрічі Несміянов захопив отаманів Ангела і Шумського в полон, застреливши при арешті їх особисту охорону і ад'ютантів. Далі він збирався передати отаманів червоним, але не склалося. Колосов і Несміянов пізніше відпустили отаманів.

### Смерть
Стосовно загибелі отамана Ангела є кілька версій. За однією з них в листопаді 1919 р. загін вступив у бій з червоними між Бердичевом і Козятином, Євген Ангел потрапив у полон і був вивезений в штаб 58-ї армії, де був розстріляний. Ще є свідчення Миколи Чеботарьова, згідно з якими Євген Ангел наприкінці 1919 року помер від тифу. За даними підполковника армії УНР Михайла Середи Євгена Ангела в кінці 1919 року розстріляли денікінці.
Через нез'ясовані обставини загибелі отамана Ангела з'явилися припущення, що йому вдалося врятуватись. Нібито в 1920 році він перебував у польському таборі для інтернованих і полонених українців на Ялівці у Львові. Ще є інформація, згідно якої отаман Ангел у 1920 році прибув в Україну з Польщі, бачили його раніше і в Константинополі, а потім він відбув назад у Польщу. Повідомлялося і про «румунський слід», в тому ж році отаман знаходився в румунському таборі для інтернованих у Тульчі, звідки відбув з групою українців у Крайову з метою подальшого переїзду до Кам'янця-Подільського. В румунській в'язниці його бачили і в 1922 році. Скоріш за все, то були наслідувачі, які використовували ім'я отамана. Радянські історики припускали, що отаман емігрував і пізніше вступив на службу в британську розвідку, де дослужився до чину полковника та проявив себе під час Другої Світової війни.
Найбільш відомим наслідувачем отамана став Олександр Грудницький. Всі повідомлення про діяльність отамана в Україні після 1919 року, зокрема відомості про повстання в Зазим'ї та в Літках на Київщині у квітні-травні 1920 року, пов'язані з Олександром Грудницьким, який називав себе отаманом Ангелом. Про це було відомо Симону Петлюрі, але він вважав, що використання імені отамана підтримує віру народу в безперервність, непереможність та успішність визвольного руху.

## Родина
В роки радянської влади родина отамана Ангела зазнала переслідувань та репресій. Через кілька років молодшого брата отамана Олександра вислали до Сибіру. В Тюмені проживає племінниця отамана Ангела Маргарита Орлова, вона зберегла сімейний архів та родові перекази. У 1930-х роках стало небезпечно носити прізвище Ангел. Племінник отамана Олег Ангел, студент Ніжинського педінституту, змушений був змінити своє «бандитське» прізвище на Янгол. Гаврило Олександрович Ангел, троюрідний брат отамана, в 1937 році був заарештований НКВД в Києві, його звинуватили у державній зраді і розстріляли в грудні 1937 року. Зміна прізвища на Ангел-Комсомоленко та імені на Володимир не допомогли. Його дружину Єлизавету Францівну в лютому 1938 року засудили на 8 років таборів. Їх син Анатолій Ангел у квітні 1957 року був засуджений на 5 років виправно-трудових таборів за політичною статтею.

## Звинувачення в єврейських погромах
Отамана Ангела звинувачували в антисемітизмі. Хоча жоден з фактів погромів зі вбивствами ніколи не був документально доведеним, проте його звинувачували у масових розстрілах євреїв на півночі УНР. Ставлення отамана Ангела до євреїв було таким же, як і у інших учасників збройних протистоянь. В «Електронній єврейській енциклопедії» (стаття «Погроми») написано: «І денікінці, і петлюрівці, і отамани селянських банд пояснювали погроми тим, що всі євреї — комуністи або всі комуністи — євреї… Особливу ненависть у білогвардійців і петлюрівців викликало ім'я Л. Троцького; майже кожен погром супроводжувався гаслом: „Це вам за Троцького“». Ім'я отамана було дуже звучним, тому йому часто і приписували напади на єврейські громади, які насправді здійснювали інші учасники збройних протистоянь. Зокрема, Ангела звинувачували у нападі на єврейську громаду Житомира 22–25 березня 1919 року, хоча сам Отаман Ангел ніколи не був у Житомирі, а напад вчинили військові житомирського гарнізону за участі цивільного населення.
Ще його звинувачували у нападі на євреїв у Ічні на початку червня 1919 року, тоді, нібито, було вбито і поранено близько тисячі євреїв. Відомо, що Ічню відкрили для вільного поселення євреїв лише у 1903. За офіційними відомостями, 1910 в Ічні проживало 575 євреїв, 1926 року — 250, а 1939 року — 148 євреїв. Напади на євреїв Ічні з людськими жертвами мали місце в кінці серпня — на початку вересня 1919 року вже після приходу Добровольчої армії. Тоді було вирізано кілька сімей євреїв. Завищення числа жертв на два порядки було потрібне для отримання допомоги від Єврейського комітету допомоги жертвам війни, що фінансувався Джойнтом (США) та іншими єврейськими організаціями, використали для переконливості і звучне ім'я отамана.

## Відображення в культурі
Отаман Ангел присутній серед дійових осіб художнього фільму «Ад'ютант його високоповажності», де разом з «зеленими» він воює проти білих і червоних. Роль виконує Анатолій Папанов. Російський актор створив переконливий образ такого собі неосвіченого і тупого селюка похилого віку, що не відповідало навіть сценарію фільму та його книжковій версії.
В кіноновелі «Ангел» (кіноальманах «Початок невідомого століття») роль отамана Ангела зіграв актор Ігор Класс. Новела була знята за мотивами оповідання Юрія Олеші, отаман Ангел воює з більшовиками, події відбуваються в 1920 році. Отамана зображено злобним і жорстоким психопатом із зовнішністю юродивого, вдягненим у все біле.
Ці кінематографічні образи не мають нічого спільного зі справжнім отаманом Ангелом.
Отаман Ангел є однією з дійових осіб роману Василя Шкляра «Маруся». Описано реальні події жовтня 1919 року.